# Taalfunctie
Een taalfunctie is de benaming voor de rol die de taal speelt in een bepaalde taaluiting. Meestal gaat het om de dominerende functie, aangezien taaluitingen vaak meerdere functies vervullen.
Naargelang van de factor waarop in het proces van de communicatie de nadruk ligt, onderscheidt de taalkundige Roman Jakobson de volgende taalfuncties (tussen haakjes wordt verwezen naar de factor in het communicatiemodel):
- Emotieve functie (ook expressieve functie genoemd): Hoe staat de zender tegenover de boodschap. Staat hij objectief of zeer subjectief (onder andere uitgedrukt met tussenwerpsels)?
- Referentiële functie: Welke band is er met de realiteit? Is de tekst zeer waarheidsgetrouw (bijvoorbeeld een feitenartikel in een krant) of is het een fantasie, sprookje, epos, enz.?
- Conatieve functie (ook appelatieve functie genoemd): Hoe wil de zender dat de ontvanger tegenover de boodschap staat. Bijvoorbeeld bevelen.
- Fatische functie: Hoe wordt het contact tot stand gebracht? Bijvoorbeeld "mooi weertje, zeg!"
- Metalinguale functie: Wat is de taal, het dialect, de code die gebruikt wordt?
- Poëtische functie: Wat is het verband met de structuur van de boodschap en de boodschap zelf? Bijvoorbeeld een sonnet, een sprookje, enz.